# Michael Mann
Michael Kenneth Mann (Chicago, 5 de febrero de 1943) es un director, guionista y productor cinematográfico estadounidense conocido especialmente por la serie para televisión Miami Vice, de la cual es —al igual que en su versión para la gran pantalla— creador, director, productor y guionista, entre otras funciones. También es conocido por películas como The Last of the Mohicans (1992), Heat (1995), la laureada The Insider (1999), Ali (2001), Collateral (2004) y Enemigos públicos (2009). Cabe destacar que también produjo la ganadora de cinco Óscars y Globo de Oro El aviador (2005).

## Biografía
Su padre, Jack, era un inmigrante ruso veterano de la Segunda Guerra Mundial, y su madre, Esther, era hija de una familia originaria de Chicago; ambos regentaban una tienda de ultramarinos. Mann estuvo muy unido a su padre y a su abuelo paterno, Sam Mann. Se crio en el barrio de Humboldt Park, y siendo adolescente, se introdujo en el emergente ambiente musical del blues de Chicago.
Estudió, sin culminar, literatura inglesa en la Universidad de Wisconsin-Madison, en la que fue un miembro activo de la fraternidad Pi Lambda Phi, y desarrolló gran devoción por la Historia, la Filosofía y la Arquitectura. Fue en esta época cuando vio la película Bajo la máscara del placer, de G. W. Pabst, y se enamoró del cine, según indican F.X. Feeney y Paul Duncan en su obra Michael Mann (Taschen, 2006).
Estudió cinematografía entre 1965 y 1967 en la London's International Film School, para iniciar su carrera en televisión en la década de 1970 como guionista en las series Starsky y Hutch, Police Story o Bronk, y dirigió episodios del mismo género en teleseries como La mujer policía, con Angie Dickinson, o Vegas. Tras casarse con la pintora Summer Mann en 1974 y dirigir el telefilme Hombre libre (1979), con Peter Strauss. Tras haber realizado anuncios publicitarios y documentales, ganó en 1971, con su cortometraje “Jaunpuri”, el premio del Jurado del Festival de Cannes.
Su primera película para cine fue Ladrón, protagonizada por James Caan y realizada en 1981. Posteriormente realizaría el filme de terror ambientado en la Segunda Guerra Mundial El torreón (1983). Su siguiente éxito profesional vendría de la mano de la archiconocida serie Miami Vice, de la cual es creador y productor, y que adaptaría en 2006 en su versión cinematográfica. Posteriormente, en 1986, llevaría al cine la primera adaptación del famoso personaje Hannibal Lecter con Manhunter. Su ascenso y consagración ante la industria cinematográfica, la crítica y el público, se produjo tras realizar The Last of the Mohicans, en 1992, y se confirmó con Heat en 1995. Desde entonces ha sido considerado uno de los mejores directores del presente cine estadounidense tanto a nivel narrativo como visual, especializado en thrillers, aunque también ha hecho incursiones en el cine histórico y el cine de denuncia con títulos como The Insider, en que denuncia las manipulaciones de la industria tabaquera. Sus últimos proyectos son Empire (2011) con Will Smith, un drama sobre los medios de comunicación; The few (2010) con Tom Cruise, ambientada en la II Guerra Mundial; y Frankie machine (2010), un thriller con Robert De Niro.
En octubre de 2019, Michael Mann se convierte en productor ejecutivo de la serie de televisión Tokyo Vice de la cual dirige el primer episodio.
En noviembre de 2021 anuncia que en verano de 2022 publicará en forma de novela una precuela y secuela de Heat. El 20 de julio de 2022, Michael Mann anuncia que su novela Heat 2 será adaptada al cine.
En julio de 2022, Michael Mann empieza el rodaje de su película sobre Enzo Ferrari con Adam Driver y Penélope Cruz en los papeles principales.‘

## Características de su cine

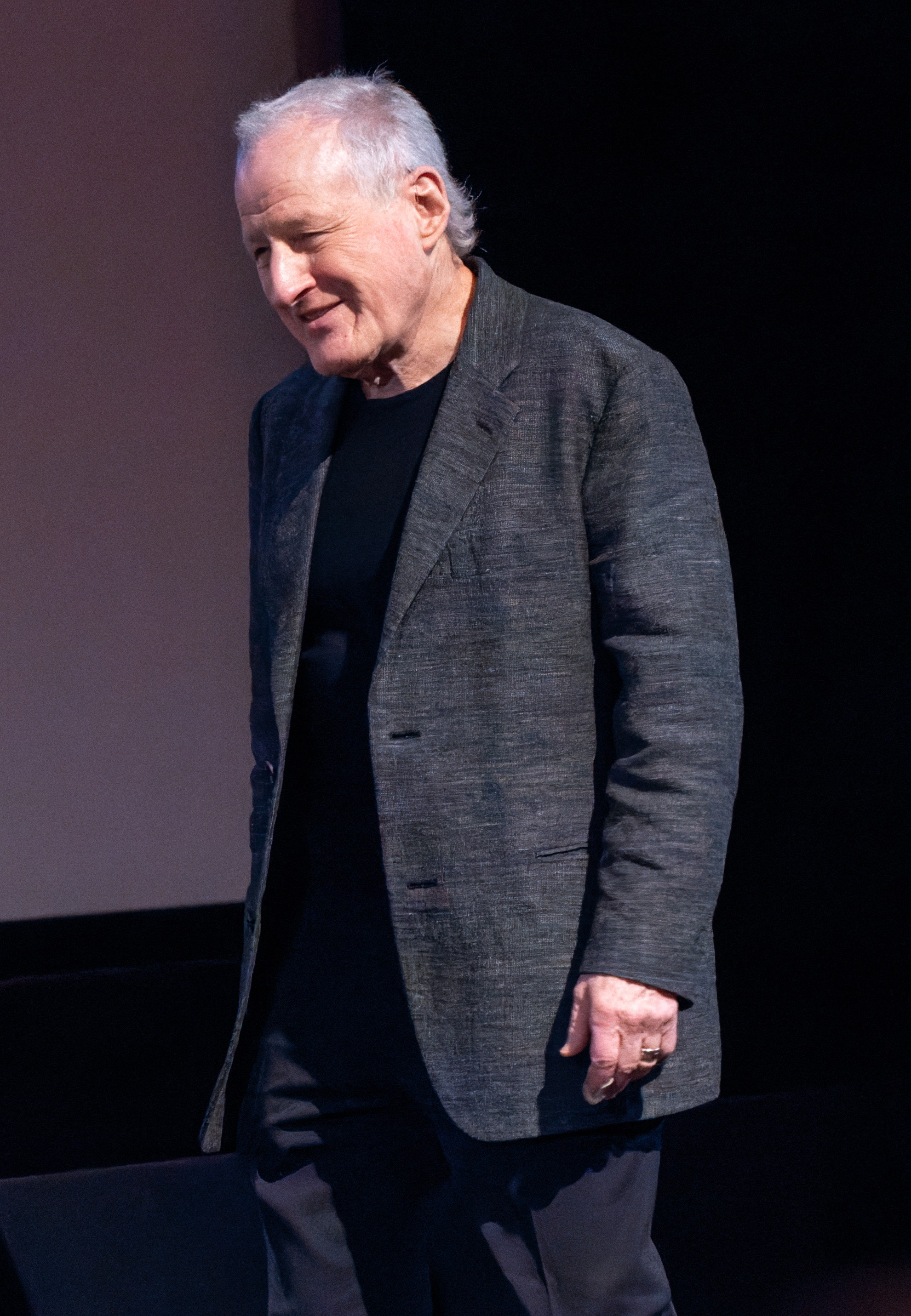
Michael Mann en 2023

Mann posee un estilo muy propio. En la mayoría de sus películas los protagonistas son hombres solitarios, tenaces y con valores morales definidos, aunque muchas veces no convencionales o criminales (algunos basados en personajes reales, que incluso contrató para asesorar en el set de filmación, como en el caso de Ladrón[cita requerida]). El director suele cuidar especialmente las atmósferas y las grandes ciudades suelen ser casi un personaje más en sus películas; en ese marco consigue transmitir un grado de intimismo a primera vista imposible; los guiones están muy cuidados.
Usa mucho los colores para narrar sus películas, al igual que música alejada de las tradicionales bandas sonoras y cercana al pop/rock ambiental. También conviene destacar que como director ha dirigido multitud de actores premiados y nominados a los Premios Óscar. Utiliza cámaras digitales de alta definición lo que le otorga a sus filmes un realismo inusual.
Cabe destacar la escena de Heat en la que los atracadores de un banco se enfrentan a la policía mientras intentan escapar. Algunos críticos especializados como Mike Clark del USA Today la consideran: «(...) la mejor escena de acción del cine de los últimos años (años 90)». Incluso, Michael Mann obligó a sus actores a ensayar con armas auténticas en un plató al aire libre que recreaba, a escala real, todas las distancias y los movimientos que debían realizar durante la filmación.
Además, la escena en la que se enfrentan cara a cara el teniente Vincent Hanna (Al Pacino) y el delincuente Neil MacCauley (Robert De Niro), tomando un café es una de las más intensas e impactantes del cine de acción pese a la aparente serenidad que muestran ambos antagónicos personajes en la cafetería. De hecho, está basada en la experiencia real vivida por su asesor para ese filme, el detective Chuck Adamson (en quien se inspira el personaje de Pacino), quien tuvo esa misma conversación con el delincuente Neil McCauley.

### Características desde su punto de vista
Mann detesta que se hable del estilo de su cinematografía. Él retrata, meticulosamente, a los hombres y mujeres de sus filmes guiado por la pregunta «¿Qué haces para ganarte la vida?». Eso dice mucho más que aquello que la gente verbaliza sobre quién cree ser. En palabras de Mann:

«A mí el estilo no me gusta. El estilo es lo que queda cuando la forma está huérfana de contenido; es bueno en la publicidad. Para mí el público es un organismo muy sensible sentado en una sala oscura y todo tiene un efecto en él».
Michael Mann [cita requerida]

Para el director, es clave prepararse para las películas. «Encontrar el lenguaje adecuado para contar cada película requiere mucho esfuerzo. También es una de las tareas más emocionantes y tengo que admitir que la vivo intensamente.»
Indica Mann, 

«...me parece presuntuoso por parte de los productores y los directores de cine pensar que se puede sobrepasar la inteligencia del público. El público es muy inteligente a la hora de seguir la trama y hoy en día el contenido de una película se puede transmitir simplemente mediante actitudes, porque se requiere menos estructura. Desconfío de los que tienen una actitud paternalista con el público.»
Michael Mann [cita requerida]

En 2012, las diez películas favoritas de Michael Mann eran:
- Apocalypse Now
- El acorazado Potemkin
- Citizen Kane
- Dr. Strangelove or: How I Learned to Stop Worrying and Love the Bomb
- Biutiful
- Avatar
- Pasión de los fuertes
- La pasión de Juana de Arco
- Toro salvaje
- The Wild Bunch

## Crítica

### Clasificaciones
Michael Mann, hasta la fecha, es calificado en Metacritic con 67 puntos basados en las críticas especializadas de sus películas, obteniendo la mayor puntuación por The Insider (84) y la peor por la producción de Hancock (49). Sus películas mejor valoradas en Rotten Tomatoes son The Last of the Mohicans, The Insider, Thief (1981) y Manhunter; con una puntuación entre el 97% y el 94%.
Sus 10 mejores valoraciones de usuarios de IMDb son episodios de la exitosa serie Miami Vice (de 8,43 a 9,15 sobre 10), y sus mejores películas en la lista son Heat (8,3 - #17) y The Insider (8,0 - #45).

## Filmografía como director
- 1971: Jaunpuri (cortometraje).
- 1972: 17 Days Down the Line (cortometraje).
- 1977: La mujer policía (serie de televisión).
- 1978: Vega$ (serie de televisión).
- 1979: The Jericho Mile (TV).
- 1981: Thief.
- 1983: The Keep (El torreón).
- 1984-1989: Miami Vice (TV, productor).
- 1986: Manhunter.
- 1987: Crime Story (serie de televisión)
- 1989: L.A. Takedown (TV)
- 1990: Drug Wars: The Camarena Story (miniserie, productor)
- 1992: The Last of the Mohicans.
- 1995: Heat.
- 1999: The Insider (El dilema).
- 2001: Ali.
- 2004: Collateral.
- 2006: Miami Vice.
- 2009: Public Enemies (Enemigos públicos).
- 2011: Luck (serie de televisión - Episodio piloto)
- 2015: Blackhat (Amenaza en la red).
- 2022: Tokyo Vice (TV).
- 2023: Ferrari.

## Premios
Michael Mann ha ganado un total de dieciséis premios, entre los que destacan los numerosos conseguidos por The Insider, nominada a siete Óscars entre otras 34 y ganadora de 24 premios como los Satellite, NBR o el galardón a la labor humanitaria Humanitas Prize, entre otros. Es de destacar también el BAFTA (y Globo de Oro en el conjunto del filme) por su trabajo de producción en El aviador. Ha obtenido además diecinueve nominaciones en otros certámenes y categorías habiendo sido nominado en cuatro ocasiones para los Óscars, tres de recepción propia en la citada The Insider.
Asimismo, ha ganado premios en otros certámenes internacionales como el Festival Internacional de Cine de Venecia (Collateral), el de Cannes, Director del año en el Hollywood Film Festival (2004), a la inspiración (Inspiration Award) y 2 nominaciones a los Empire Awards por The Insider y Collateral. 2 Emmys para series de televisión y un DGA por la serie Hombre libre (1979).

## Premios y distinciones
Premios Óscar
| Año  | Categoría            | Película   | Resultado |
| ---- | -------------------- | ---------- | --------- |
| 2000 | Mejor Película       | El dilema  | Nominado  |
| 2000 | Mejor Director       | El dilema  | Nominado  |
| 2000 | Mejor guion adaptado | El dilema  | Nominado  |
| 2005 | Mejor Película       | El aviador | Nominado  |

Premios Globo de Oro
| Año  | Categoría              | Película               | Resultado |
| ---- | ---------------------- | ---------------------- | --------- |
| 1999 | Mejor director         | The Insider            | Nominado  |
| 1999 | Mejor guion adaptado   | The Insider            | Nominado  |
| 2005 | Mejor película - Drama | El aviador (productor) | Ganador   |

Premios BAFTA
| Año  | Categoría                        | Película   | Resultado |
| ---- | -------------------------------- | ---------- | --------- |
| 2004 | Premio a la dirección David Lean | Collateral | Nominado  |
| 2005 | Mejor película                   | El aviador | Ganador   |

Festival Internacional de Cine de Venecia
| Año  | Categoría                          | Película   | Resultado |
| ---- | ---------------------------------- | ---------- | --------- |
| 2004 | Future Film Festival Digital Award | Collateral | Ganador   |

Festival Internacional de Cine de Cannes
| Año  | Categoría    | Película | Resultado |
| ---- | ------------ | -------- | --------- |
| 1981 | Palma de Oro | Ladrón   | Nominado  |

|}